# Kuroki Kohei
Kuroki Kohei (黒木 晃平 sinh ngày 31 tháng 7 năm 1989) là một cầu thủ bóng đá người Nhật Bản thi đấu cho Roasso Kumamoto.
Anh là anh em sinh đôi của Kuroki Kyohei.

## Thống kê câu lạc bộ
Cập nhật đến ngày 23 tháng 2 năm 2018.
| Thành tích câu lạc bộ | Thành tích câu lạc bộ | Thành tích câu lạc bộ | Giải vô địch | Giải vô địch | Cúp                   | Cúp                   | Cúp Liên đoàn | Cúp Liên đoàn | Tổng cộng | Tổng cộng |
| Mùa giải              | Câu lạc bộ            | Giải vô địch          | Số trận      | Bàn thắng    | Số trận               | Bàn thắng             | Số trận       | Bàn thắng     | Số trận   | Bàn thắng |
| Nhật Bản              | Nhật Bản              | Nhật Bản              | Giải vô địch | Giải vô địch | Cúp Hoàng đế Nhật Bản | Cúp Hoàng đế Nhật Bản | J. League Cup | J. League Cup | Tổng cộng | Tổng cộng |
| --------------------- | --------------------- | --------------------- | ------------ | ------------ | --------------------- | --------------------- | ------------- | ------------- | --------- | --------- |
| 2010                  | Đại học Saga          | Khác                  | -            | -            | 1                     | 0                     | –             | –             | 1         | 0         |
| 2010                  | Sagan Tosu            | J2 League             | 7            | 0            | -                     | -                     | –             | –             | 7         | 0         |
| 2011                  | Sagan Tosu            | J2 League             | 12           | 0            | 0                     | 0                     | -             | -             | 12        | 0         |
| 2012                  | Sagan Tosu            | J1 League             | 3            | 0            | 0                     | 0                     | 3             | 0             | 6         | 0         |
| 2013                  | Roasso Kumamoto       | J2 League             | 27           | 1            | 2                     | 0                     | –             | –             | 29        | 1         |
| 2014                  | Roasso Kumamoto       | J2 League             | 14           | 0            | 0                     | 0                     | –             | –             | 14        | 0         |
| 2015                  | Roasso Kumamoto       | J2 League             | 35           | 1            | 3                     | 0                     | –             | –             | 38        | 1         |
| 2016                  | Roasso Kumamoto       | J2 League             | 25           | 3            | 2                     | 0                     | –             | –             | 28        | 3         |
| 2017                  | Roasso Kumamoto       | J2 League             | 40           | 2            | 1                     | 0                     | –             | –             | 41        | 2         |
| Tổng                  | Tổng                  | Tổng                  | 163          | 7            | 9                     | 0                     | 3             | 0             | 176       | 7         |